# Mordovia Arena
Mordovia Arena (rus: «Мордовия Арена») és un estadi de futbol de Saransk, Mordòvia, Rússia construït per la Copa del Món de Futbol de 2018. També és l'estadi del FC Mordovia Saransk de la lliga russa de futbol, i que reemplaça l'Start Stadium. Té una capacitat de 44.442 espectadors. La superfície de l'estadi es de 122.700 metes quadrats.
El disseny d'estadi està basat en la imatge del sol, el símbol principal de les llegendes i mites antics dels Mordovians.Després de la Copa Mundial, està previst que l'estadi sigui el centre mes gran d'esports i lleure de Saransk i Mordovia.

## Esdeveniments

### Partits de la Copa del Món de Futbol de 2018
Aquest estadi és una de les seus de la Copa del Món de Futbol de 2018.

#### Fase de grups
| Perú | 0–1     | Dinamarca   |
| ---- | ------- | ----------- |
|      | Informe | Poulsen 59' |

| Colòmbia                         | 1–2     | Japó                       |
| -------------------------------- | ------- | -------------------------- |
| Carlos Sánchez 3' · Quintero 39' | Informe | Kagawa 6' (p.) · Osako 73' |

| Iran                  | 1–1     | Portugal     |
| --------------------- | ------- | ------------ |
| Ansarifard 90+3' (p.) | Informe | Quaresma 45' |

| Panamà            | 1–2     | Tunísia                      |
| ----------------- | ------- | ---------------------------- |
| Meriah 33' (p.p.) | Informe | Ben Youssef 51' · Khazri 66' |